# روجر بارتون
روجر بارتون (بالإنجليزية: Roger Barton)‏ (25 سبتمبر 1946 في المملكة المتحدة - 4 نوفمبر 2013 في المملكة المتحدة) هو لاعب كرة قدم بريطاني في مركز جناح ‏. لعب مع نادي بارنسلي ووولفرهامبتون واندررز ولينكولن سيتي أف سي ونادي ووستر سيتي.

## وصلات خارجية
- روجر بارتون على موقع قاعدة بيانات كرة القدم.إي يو (الإنجليزية)